# Zaxxon
Zaxxon è un videogioco arcade del 1982 prodotto dalla SEGA, poi convertito per molte piattaforme domestiche da vari editori. 
Zaxxon appartiene al genere sparatutto a scorrimento fantascientifico, ma rappresentò una rivoluzione del genere per l'uso della proiezione isometrica che conferisce profondità alla scena, e per lo scorrimento in diagonale rispetto allo schermo.
Le conversioni ufficiali per console uscirono per Atari 2600 (1982), Atari 5200 (1984), Colecovision (1982), Intellivision (1983), SG-1000 (1985). Quelle per computer uscirono per Apple II (1983), Atari 8-bit (1984), Coleco Adam, Commodore 64 (1984), MSX (1985), PC booter (1984), TRS-80 Model I (1983), TRS-80 Color Computer, ZX Spectrum (1985). Nei casi del Commodore 64 e dell'MSX uscirono due conversioni del tutto differenti, quella su cartuccia e quella su cassetta/dischetto.
Esistono inoltre tre versioni come gioco elettronico, di tipo LCD o VFD della Bandai e VFD della Coleco, basate su elaborati sistemi a doppio schermo e/o con l'uso di specchi per rendere l'effetto 3D.

## Modalità di gioco
Il giocatore si trova al comando di una navetta spaziale, con l'obiettivo di attraversare indenne due basi nemiche e di distruggerne gli armamenti (missili, cannoni e così via), evitando di essere colpita o di urtare gli ostacoli, tra i quali grosse muraglie. Sparando invece ai serbatoi di carburante e ai satelliti artificiali si rifornisce la navetta, che altrimenti è destinata col tempo a precipitare.
La navetta comandata dal giocatore è in grado di procedere lungo tre assi: oltre che scorrere costantemente in avanti (ovvero in diagonale verso l'alto a destra), si può muovere a destra/sinistra e su/giù. 
Per dare meglio al giocatore il senso della profondità, la navetta è dotata di un'ombra verticale, che indica la sua posizione in pianta, e di un altimetro a tacche.
I proiettili vengono sparati sempre in avanti, per cui è necessario abbassarsi rasoterra per colpire i nemici fermi a terra, ma non c'è il rischio di schiantarsi al suolo; solo il contatto con gli elementi che sporgono è letale.
Il gioco originale consiste in 18 livelli, ciascuno diviso in tre parti: nella prima la navicella entra in una base nemica piena di ostacoli e nemici vari, nella seconda si percorre un tratto nello spazio aperto (dove sono presenti solo velivoli e satelliti artificiali), mentre nella terza bisogna cercare di resistere agli attacchi del robot Zaxxon (da cui appunto il nome del gioco) che staziona su un'altra base, dopo aver superato una serie di ostacoli ubicati in essa. Non è indispensabile distruggere Zaxxon, in quanto dopo un po' esso si ritirerà: se però viene eliminato (con sei colpi diretti al suo lanciamissili), si otterrà un significativo bonus punti.
Nello spazio aperto non c'è l'ausilio dell'ombra, ma quando la navetta si trova allineata a un velivolo nemico il giocatore viene avvisato con una piccola X bianca.
Le vite a disposizione sono tre o quattro a seconda delle versioni, senza punti ferita. Si usano un joystick a 8 direzioni, per controllare la navicella, e un tasto, per sparare.

### Conversioni
Le versioni per le console Atari 2600 e Intellivision, meno potenti, non presentano lo scorrimento obliquo, ma in avanti, con un limitato effetto di 3D prospettico. Le altre conversioni riuscirono a mantenere la prospettiva originale, con risultati più o meno buoni; spesso ci furono difficoltà nel rendere fluidamente lo scorrimento (PC, ZX Spectrum, SG-1000, MSX cartuccia) o comparto sonoro molto ridotto (Apple II, PC, ZX Spectrum). Su SG-1000 vennero introdotte alcune fasi prive di scorrimento, in cui si affrontano ondate di navicelle nemiche. La versione TRS-80 è monocromatica, con grafica poco riconoscibile. La versione ColecoVision è quella spesso ritenuta più fedele ed efficace.

## Serie
I seguiti di Zaxxon furono:
- Super Zaxxon (1982, arcade e alcuni computer)
- Zaxxon 3-D (1987, Sega Master System)
- Zaxxon Motherbase 2000 (1995, Sega 32X)

Nel 1983 la Milton Bradley Company ne realizzò una trasposizione in forma di gioco da tavolo.
Altri videogiochi simili di altri produttori:
- 3-D Skramble (1984)
- HATE: Hostile All Terrain Encounter (1989)
- Viewpoint (1992)
- vari cloni per piattaforme che non hanno avuto una conversione ufficiale, tra cui Zaxx per Amstrad CPC, Fortress per BBC Micro, Halcon per Dragon 32, Z-89 per TRS-80 CoCo, Arctrurus per TI-99/4A